# Reacció de condensació

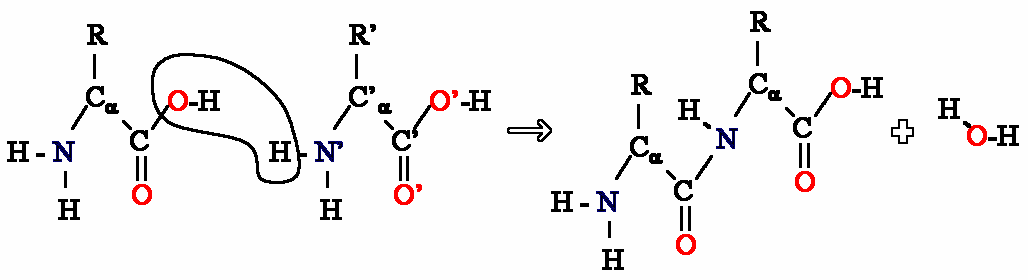
Condensació de dos aminoàcids per formar un enllaç peptídic.

Una  reacció de condensació , en química orgànica, és aquella en la qual dues molècules, o una de sola si té lloc en forma de reacció intramolecular, es combinen per donar un únic producte acompanyat de la formació d'una molècula d'aigua (en general una molècula petita). Les reaccions de condensació segueixen un mecanisme d'addició-eliminació.
Una reacció de condensació es pot considerar com l'oposat d'una reacció d'hidròlisi (la ruptura d'una espècie química en dos per l'acció d'aigua).

## Aplicacions
Aquest tipus de reacció s'utilitza com a base per a l'elaboració de molts polímers importants, per exemple: el niló, el polièster i altres polímers de condensació i diversos resines epoxis També és la base per a la formació en laboratori de silicats i polifosfats. Les reaccions que formen àcids anhídrids dels seus àcids constituents són normalment les reaccions de condensació.
Moltes transformacions biològiques són reaccions de condensació. síntesis de polipèptids, de poliquètids, de terpè, fosforilació i glicosilació en són alguns exemples.
Un gran nombre d'aquestes reaccions s'utilitzen en la química orgànica sintètica. Altres exemples inclouen: 
- Condensació aciloínica
- Condensació aldòlica
- Condensació benzoínica (aquesta no és tècnicament una reacció de condensació però se'n diu així per raons històriques)
- Condensació de Claisen
- Condensació de Claisen–Schmidt
- Condensació de Darzens (condensació glucídica èster)
- Condensació de Dieckmann
- Condensació de Guareschi–Thorp
- Condensació de Knoevenagel
- Condensació de Michael
- Condensació de Pechmann
- Condensació de Rap–Stoermer
- Auto condensació o condensació simètrica aldol
- Condensació de Ziegler